# Peter Murphy (football, 1922)
Pour les articles homonymes, voir Peter Murphy (homonymie) et Murphy.
Peter Murphy, né le 4 mars 1922 à Hartlepool (Angleterre) et mort le 7 avril 1975 à Coventry, est un footballeur anglais, qui évoluait au poste d'inter gauche à Birmingham City.

## Carrière de joueur
- 1946-1950 : Coventry City
- 1950-1952 : Tottenham Hotspur
- 1952-1960 : Birmingham City

## Palmarès

### Avec Tottenham Hotspur
- Vainqueur du Championnat d'Angleterre de football en 1951.

### Avec Birmingham City
- Vainqueur du Championnat d'Angleterre de football D2 en 1955.
- Finaliste de la Coupe des villes de foires en 1960.
- Finaliste de la Coupe d'Angleterre de football en 1956.